# Turism subacvatic

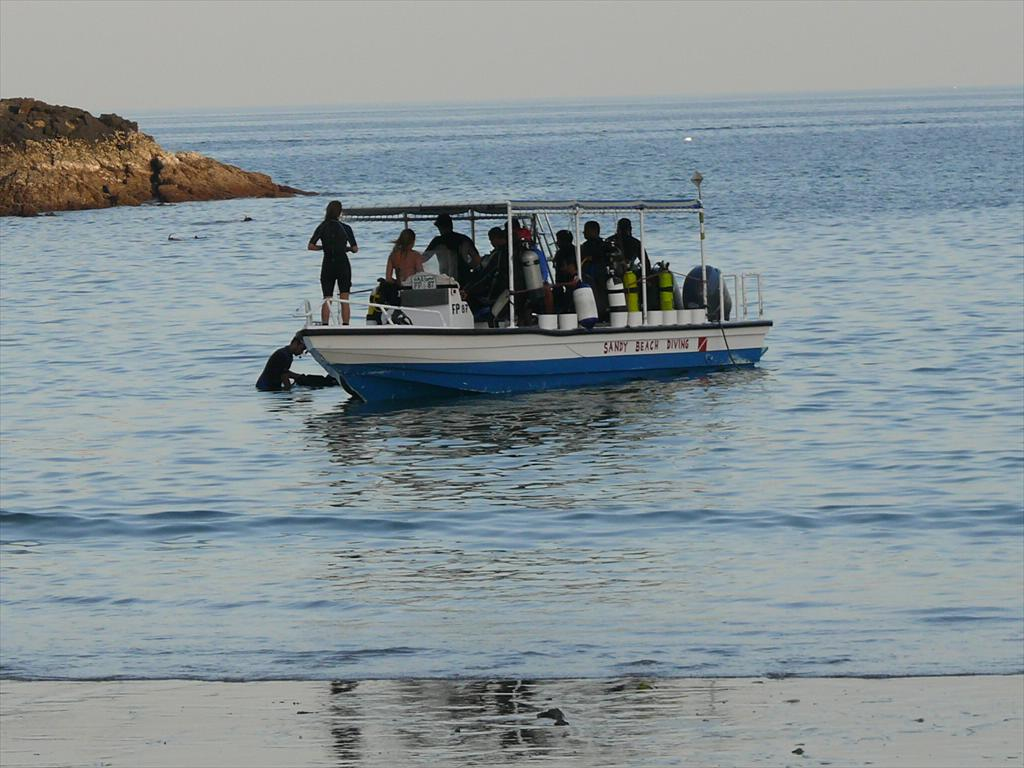
Scafandrii pe ambarcaţiune

Turismul subacvatic s-a dezvoltat o dată cu apariția aparatelor autonome de respirat sub apă și a dezvoltării  scufundării sportive, care în ultimii ani a căpătat proporții de masă.
Atracția principală a turismului subacvatic o reprezintă marea, oceanele, lacurile dar și râurile sau peșterile inundate.
De-a lungul litoralului majorității mărilor și oceanelor, sute de mii de scafandri sportivi practică turismul subacvatic, individual sau asociați în cluburi și organizații de profil.
Au luat ființă organizații speciale pentru exploatarea comercială a interesului stârnit de practica turismului subacvatic. 
Majoritatea cluburilor și organizațiilor de scufundare sportivă  și-au creat secții de turism subacvatic și organizează excursii în locurile de scufundare care prezintă interes deosebit, cum ar fi scufundarea la epave.

Aceste organizații, cluburi și asociații specializate, au concesionat anumite regiuni de litoral în vecinătatea stațiunilor unde diversitatea peisajului submarin prezintă atracții deosebite și asigură toate condițiile pentru vizitarea turistică a acestor obiective punând la dispozița scafandrilor echipament de scufundare, stații de umplere a buteliilor, ambarcațiuni, asistență competentă de la suprafață, instructori de scufundare și ghizi calificați pentru conducerea grupurilor.
În unele locuri s-au făcut marcaje ale unor trasee subacvatice de interes deosebit și amenajări speciale cum ar fi scufundarea intenționată a unor nave, crearea de recifuri artificiale, iluminarea electrică a unor grote submarine.